# Leaders of the New School
Leaders of the New School est un groupe de hip-hop américain, originaire de Long Island, dans l'État de New York.

## Biographie
Le groupe se forme en 1989 avec des rappeurs originaires de l'État de New York : Charlie Brown et Dinco D de la ville d'Uniondale, Cut Monitor Milo de North Amityville et Busta Rhymes de Brooklyn. C'est en faisant une première partie de Public Enemy que Chuck D donne à Busta Rhymes et Charlie Brown leur nom de scène. La première apparition du groupe s'effectue sur la compilation Rubáiyát: Elektra's 40th Anniversary, pour les 40 ans d'Elektra Records, où ils reprennent Mt. Airy Groove de Pieces of a Dream. Ils rejoignent alors le collectif afrocentrique Native Tongues, où ils côtoient les Jungle Brothers, De La Soul, Black Sheep et A Tribe Called Quest.
En 1991, Busta Rhymes, Dinco D et Charlie Brown apparaissent sur le tube Scenario de A Tribe Called Quest. Les deux groupes interprètent notamment la chanson durant le Arsenio Hall Show. La même année, le groupe publie A Future Without a Past..., son premier album qui se classe modestement à la 128e du Billboard 200,. Le groupe récidive en octobre 1993 avec un second opus, T.I.M.E., pour The Inner Mind's Eye. Malgré des critiques moins élogieuses que pour le premier, le succès est davantage au rendez-vous : T.I.M.E. se classe 66e au Billboard 200, et le titre What's Next se classe même 1er au Hot Rap Singles,.
Au fil du temps, l'attention se focalise sur Busta Rhymes. Ce dernier voit sa popularité grandir en même temps que celle de ses partenaires s'amenuise. Le groupe se sépare donc dans la foulée. Busta Rhymes commence alors une carrière solo avec The Coming en 1996. Comme clin d’œil, il invite les anciens du groupe sur le titre Keep It Movin. C'est alors la dernière apparition du groupe.

## Discographie

### Albums studio
- 1991 : A Future Without a Past...
- 1993 : T.I.M.E.